# Micrurus tikuna
Micrurus tikuna é uma espécie de cobra-coral, um elapídeo do gênero Micrurus. É uma coral tricolor descrita a partir de indivíduos encontrados da região de Tabatinga e Leticia, na fronteira entre o Brasil, Colômbia e Peru. Não apresenta anel branco na cabeça e o corpo tem de 27 a 31 anéis pretos limitados por finos anéis brancos e 27 a 31 anéis vermelhos.